# الرفدين (مذيخرة)

تعديل مصدري - تعديل

الرفدين محلة تابعة لقرية الشرف، التابعة لعزلة حمير بمديرية مذيخرة إحدى مديريات محافظة إب في الجمهورية اليمنية.، بلغ تعداد سكانها 43 حسب تعداد اليمن لعام 2004.
ينتمي إلى هذه القرية م.يوسف الحميري